# Tamási Erika
Tamási Erika (Sepsiszentgyörgy, 1981. május 2. –) erdélyi magyar matematikus-informatikus, egyetemi oktató.

## Élete
1999-ben érettségizett a Székely Mikó Kollégiumban. 2003-ban végezte a matematika-informatika szakot a kolozsvári Babeș–Bolyai Tudományegyetemen. 2004-ben ugyanott megszerezte a mesteri fokozatot. 2003–2006 között tanársegédként dolgozott a jénai Friedrich Schiller Egyetemen, ahol 2006-ban doktori fokozatot szerzett Anisotropic function spaces, anisotropic fractals, and spectral theory for related fractal semi-elliptic operators című dolgozatával. 2006-tól adjunktus a Sapientia Erdélyi Magyar Tudományegyetem kolozsvári karán.

## Munkássága
Kutatási területei: fraktálgeometria, funkcionálanalízis, adatbázisok.

### Szakcikkei (válogatás)
- D.D. Haroske, E. Tamási: Wavelet frames in anisotropic Besov spaces, Georgian Math. J., 12(4):637–658, 2005.
- E. Tamási: Eigenvalue distribution of semi-elliptic operators in anisotropic Sobolev spaces, Journal for Analysis and its Applications, vol. 28, 233–248, 2009.
- D.D. Haroske, E.Tamási: Wavelet frames in anisotropic Besov spaces, Jenaer Schriften zur Mathematik und Informatik Math/Inf/01/05, Universität Jena, Germany, 2005.
- E.Tamási: Approximation numbers of traces from anisotropic Besov spaces on anisotropic fractal d-sets, Jenaer Schriften zur Mathematik und Informatik Math/Inf/09/05, Universität Jena, Germany, 2005.
- E. Tamási: Anisotropic Besov spaces and approximation numbers of traces on related fractal sets. Rev. Mat. Complut., 2006.